# Aciagrion pallidum
Aciagrion pallidum är en trollsländeart som beskrevs av Selys 1891. Aciagrion pallidum ingår i släktet Aciagrion och familjen dammflicksländor. IUCN kategoriserar arten globalt som livskraftig. Inga underarter finns listade i Catalogue of Life.